# Provinz Huancavelica
Die Provinz Huancavelica ist eine von sieben Provinzen der Region Huancavelica im Südwesten von Peru. Die Provinz hat eine Fläche von 4216 km². Beim Zensus 2017 lebten 120.699 Menschen in der Provinz. Im Jahr 1993 lag die Einwohnerzahl bei 114.822, im Jahr 2007 bei 142.723. Die Provinzverwaltung befindet sich in der Stadt Huancavelica.

## Geographische Lage
Die Provinz Huancavelica liegt etwa 210 km ostsüdöstlich der Landeshauptstadt Lima. Sie erstreckt sich über das Andenhochland. Im Westen liegt die peruanische Westkordillere, im Osten die Zentralkordillere. Die Provinz weist eine Längsausdehnung in WSW-ONO-Richtung von 80 km auf. Der Río Ichu, ein rechter Nebenfluss des Río Mantaro, durchfließt die Provinz in überwiegend nordöstlicher Richtung.
Die Provinz Huancavelica grenzt im Nordwesten an die Provinzen Yauyos (Region Lima) und Huancayo (Region Junín), im Nordosten an die Provinz Tayacaja, im Osten an die Provinzen Acobamba und Angaraes, im Süden an die Provinz Huaytará sowie im Südwesten an die Provinz  Castrovirreyna.

## Verwaltungsgliederung
Die Provinz Huancavelica gliedert sich in 19 Distrikte (Distritos). Der Distrikt Huancavelica ist Sitz der Provinzverwaltung.
| Distrikt         | Verwaltungssitz         |
| ---------------- | ----------------------- |
| Acobambilla      | San José de Acobambilla |
| Acoria           | Acoria                  |
| Ascensión        | Ascensión               |
| Conayca          | Conayca                 |
| Cuenca           | Cuenca                  |
| Huachocolpa      | Huachocolpa             |
| Huancavelica     | Huancavelica            |
| Huando           | Huando                  |
| Huayllahuara     | Huayllahuara            |
| Izcuchaca        | Izcuchaca               |
| Laria            | Laria                   |
| Manta            | Manta                   |
| Mariscal Cáceres | Mariscal Cáceres        |
| Moya             | Moya                    |
| Nuevo Occoro     | Nuevo Occoro            |
| Palca            | Palca                   |
| Pilchaca         | Pilchaca                |
| Vilca            | Vilca                   |
| Yauli            | Yauli                   |